# Littleworth (South Yorkshire)
Littleworth – osada w Anglii, w hrabstwie ceremonialnym South Yorkshire, w dystrykcie metropolitalnym Doncaster. Leży 29 km na wschód od miasta Sheffield i 227 km na północ od Londynu.